# Токкарлахти
То́ккарла́хти (фин. Tokkarlahti) — посёлок в составе Сортавальского городского поселения Сортавальского района Республики Карелия.

## Общие сведения
Расположен на восточном берегу озера Ляппяярви.

## Население
| 2002 | 2009 | 2010 | 2013 |
| ---- | ---- | ---- | ---- |
| 59   | ↘45  | ↗52  | ↗58  |